# Калитеа (Пијерија)
Калитеа (грч. Καλλιθέα) је насељено место у општини Катерини у периферији Средишња Македонија, Грчка. Према попису из 2021. године било је 2.933 становника.
Насеље је 1913. године имало 384 житеља Грка. После 1923. године насељено је 26 грчких избегличких породица, укупно 104 особа. На попису из 1928. године Калитеа је имала 536 становника. Сео се раније звало Вромери.